# Відкритий чемпіонат США з тенісу 1994
Відкритий чемпіонат США з тенісу 1994 проходив з 30 серпня по 11 вересня 1994 року на відкртих кортах Тенісного центру імені Біллі Джин Кінг у парку Флашинг-Медоуз у районі Нью-Йорка Квінз. Це був четвертий, останній турнір Великого шолома календарного року. 

## Огляд подій та досягнень
Минулорічний чемпіон в одиночному розряді чоловіків Піт Сампрас програв у четвертому колі. Новим чемпіоном став несіяний Андре Агассі, для якого це було перше чемпіоство США, загалом другий тутул Великого шолома в кар'єрі.
В одиночному розряді жіночих змагань Аранча Санчес Вікаріо, перемігши в фіналі минулорічну чемпіонку Штеффі Граф, стала першою іспанкою, що виборола титул чемпіонки США у відкриту еру. Загалом це був для неї третій титул Великого шолома.
Санчес Вікаріо виграла також парні жіночі змагання, граючи з Яною Новотною. Для неї це був шостий титул Великого шолома й третій титул чемпіонки США. Яна Новотна виграла чемпіонат США вдруге, а загалом це був для неї 10-ий мейджор.

## Результати фінальних матчів

### Дорослі
| Одиночний розряд. Чоловіки        |                             |                    |
| Андре Агассі                      | Міхаель Штіх                | 6–1, 7–6(7–5), 7–5 |
|                                   |                             |                    |
| Одиночний розряд. Жінки           |                             |                    |
| Аранча Санчес Вікаріо             | Штеффі Граф                 | 1–6, 7–6(7–3), 6–4 |
|                                   |                             |                    |
| Парний розряд. Чоловіки           |                             |                    |
| Якко Елтінг Паул Гаргейс          | Тодд Вудбрідж Марк Вудфорд  | 6–3, 7–6(7–1)      |
|                                   |                             |                    |
| Парний розряд. Жінки              |                             |                    |
| Яна Новотна Аранча Санчес Вікаріо | Катеріна Малєєва Робін Вайт | 6–3, 6–3           |
|                                   |                             |                    |
| Мікст                             |                             |                    |
| Елна Райнах Патрік Гелбрайт       | Яна Новотна Тодд Вудбрідж   | 6–2, 6–4           |
|                                   |                             |                    |

### Юніори
| Одиночний розряд. Хлопці     |                                |               |
| Сьєнг Схалькен               | Мегді Тагірі                   | 6–2, 7–6      |
|                              |                                |               |
| Одиночний розряд. Дівчата    |                                |               |
| Мейлен Ту                    | Мартіна Хінгіс                 | 6–2, 6–4      |
|                              |                                |               |
| Парний розряд. Хлопці        |                                |               |
| Бен Еллвуд Ніколас Лапенті   | Пол Голдстейн Скотт Гамфріз    | 6–2, 6–0      |
|                              |                                |               |
| Парний розряд. Дівчата       |                                |               |
| Суріна де Бер Шанталь Рейтер | Нанні де Вілльєрс Ліззі Джелфс | 4–6, 6–4, 6–2 |
|                              |                                |               |